# Pino Presti
Pino Presti, nome artístico de Giuseppe Prestipino Giarritta (23 de agosto de 1943) é um baixista, maestro, orquestrador, compositor e produtor  musical italiano de jazz, pop, funk e música latina. Presti trabalhou com diversos artistas, incluindo Mina, Wilson Pickett, Astor Piazzolla, Shirley Bassey, Gerry Mulligan, Quincy Jones, Maynard Ferguson, Stéphane Grappelli. Artista marcial, è graduado 5º Dan em karatê do estilo Shotokan.

## Discografia

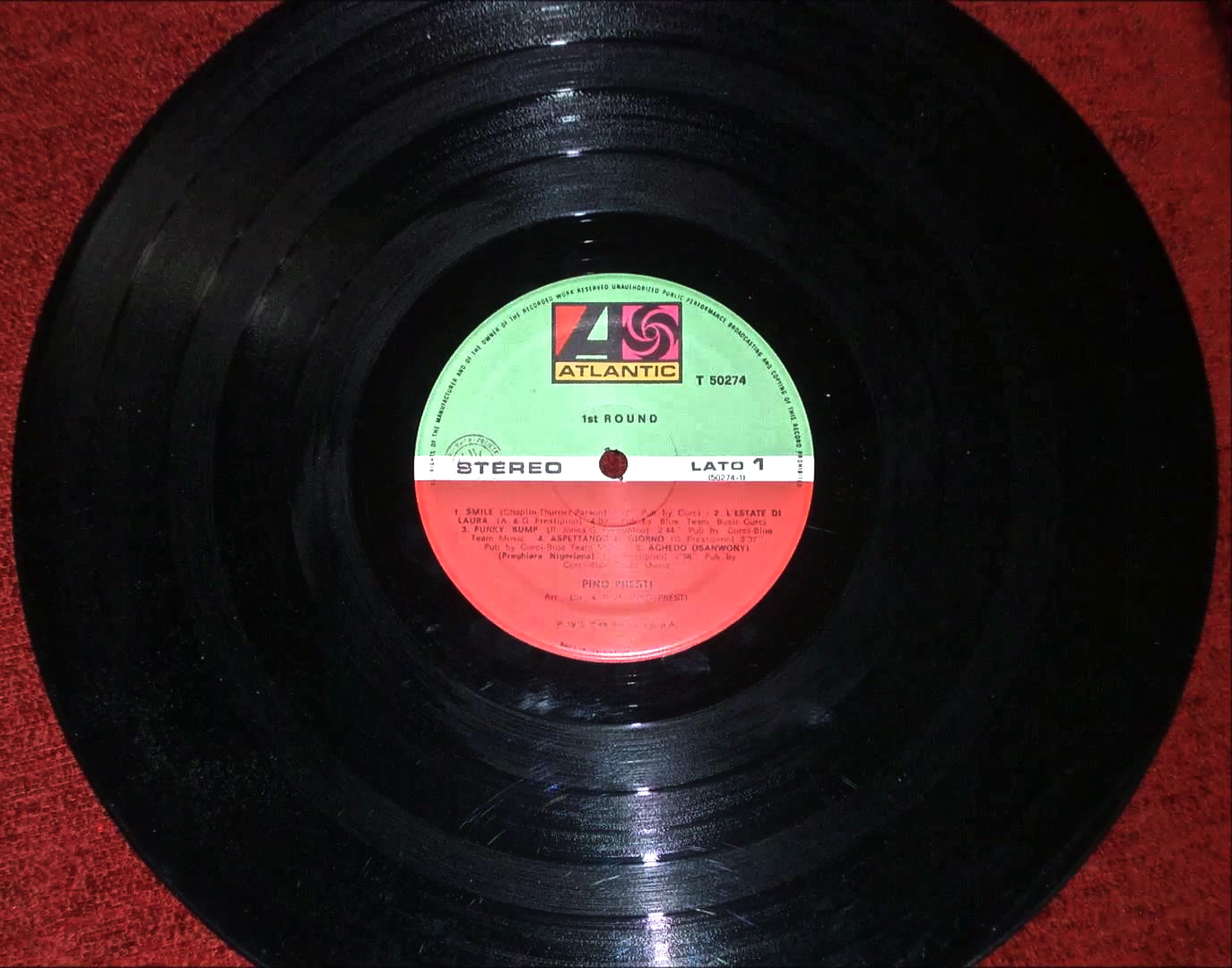
1st Round

### Album
- 1st Round (1975)
- Maja Andina (1990)
- A La Costa Sud (2009)
- Cafè Ipanema (2011)
- Shirley Bunnie Foy - 60th Anniversary (2013)
- Deep Colors (2014)
- 1st Round - Digital Remaster (2024)
- Soulful Touches (2025)

### Singles
- Rimani ancora/Oh! Jenny (1964)
- In un posto fuori dal mondo/Messaggio d'amore  (1969)
- Karin/No sabe (1970)
- Smile/L'estate di Laura (1975)
- Funky Bump/C.so Buenos Ayres (1976)
- Shitân Disco Shitân (1977)
- Sundown (1978)
- You Know The Way part I/You Know The Way part II (1979)
- You Know The Way 12" 33 ⅓ RPM (1980)
- Money (That What I Want) 12" 33 ⅓ RPM (1980)
- Dancing Nights/And I Love Her (1983)
- Ya No Puedo Vivir (The Bush Remixes) 12" 33 ⅓ RPM (1991)
- Once Again Now" 12" 33 ⅓ RPM (1992)
- Divine 12" 33 ⅓ RPM (2001)
- Feel Like a Woman (2005)
- Jazz Carnival (2015)
- Funky Bump (Unreleased Original Extended Version)/Funky Bump (Original 7" Version) (2015)
- Disco Shitân (Long Version) (2015
- You Know The Way (Disco Version by Tee Scott) (2016)
- To Africa / Soul Makossa EP (2017)
- Pino Presti Featuring Roxy Robinson - You Know Why EP (2018)

#### ComMina(Album)baixista
- Dedicato a mio padre  (1967)
- Mina alla Bussola dal vivo  (1968)
- Quando tu mi spiavi in cima a un batticuore (1970)
- Del mio meglio (1971)

#### Com Mina (Album)baixista, orquestrador, maestro
- Mina (1971)
- Cinquemilaquarantatre (1972)
- Altro (1972)
- Del mio meglio n. 2 (1973)
- Frutta e verdura (1973)
- Amanti di valore (1973)
- Mina (1974 álbum) (1974)
- Baby Gate (1974)
- Del mio meglio n. 3 (1975)
- La Mina (1975)
- Singolare (1976)
- Del mio meglio n. 4 (1977)
- Mina con bignè (1977)
- Minantologia (1977)
- Di tanto in tanto (1978)
- Mina live '78 (1978)
- Del mio meglio n. 6 live (1981)
- Del mio meglio n. 8 (1985)
- Del mio meglio n. 9 (1987)
- Oggi ti amo di più (1988)
- Ridi Pagliaccio (1988)
- Mazzini canta Battisti (1994)
- Mina Studio Collection (1998)
- Mina Love Collection (2000)
- Colección Latina (2001)
- The Platinum Collection (2004)
- Platinum Collection 2 (2006)

Pino Presti com Mina no estúdio La Basilica em 1978

- The Best of Platinum Collection (2007)
- Je suis Mina  (2011)
- Yo soy Mina 2011)
- I am Mina (2011)
- The Collection 3.0 (2015)
- Tutte le migliori (2017)
- Paradiso (Lucio Battisti Songbook) (2018)

#### Com Mina (Singles)baixista, orquestrador, maestro
- Grande grande grande (1971)
- Fiume azzurro (Sobreviviré) (1972)
- Domenica sera (Doningo de noche) (1973)
- E poi... (1973)
- Lamento d'amore (1973)
- La scala buia (Me siento libre) (1974)
- L'importante è finire (Lo importante es sentir) (1975)
- Nuda (1976)
- Città vuota (1978)

#### Com Augusto Martelli (Album)baixista
- L'Orchestra di Augusto Martelli dal vivo (1969)
- Black Sound From White People (1972)
- The Real McCoy (1974)

#### ComSeverino Gazzelloni(Album)baixista, orquestrador, maestro
- Il Flauto d' oro di Severino Gazzelloni in Pop (1983)

#### ComAldemaro Romero(Album)baixista
- La Onda Maxima (1972)
- Onda Nueva Instrumental (1976)

#### ComAstor Piazzolla(Album)baixista
- Libertango (1974)
- Summit-Reunion Cumbre (1974)
- Lumière / Suite Troileana (1976)

#### ComGerry Mulligan(Album)baixista
- Summit-Reunion Cumbre (1974)
- Gerry Mulligan meets Enrico Intra (1975)

#### ComShirley Bassey(Album)baixista
- This is my life (La vita) (1968)

#### Com Shirley Bassey  (Singles)baixista
- La vita/Without A Word (1968)
- Domani domani/Pronto sono io  (1968)
- Yes/To Give (1968)
- E' giorno/If You Go Away  (1968)
- Chi si vuole bene come noi/Epirops (1968)
- Com'è piccolo il mondo/Manchi solo tu (1968)
- Concerto d'autunno/You Are My Way Of Life (1969)
- Ora che sei qui/Something (1970)

#### Com Franco Cerri (Album)baixista
- 12 Bacchette per una chitarra (1966)
- Metti una sera Cerri (1973 - reeditado em cd em 2004)

#### Com Enrico Intra  (Album)baixista
- Gerry Mulligan meets Enrico Intra (1976)
- Dissonanza-Consonanza (1999)

#### Com Pérez Prado  (Album)baixista
- Love Child (reeditado em 2014)
- Escándalo (reeditado em 2014))

#### ComQuincy Jones(Singles)baixista
- Cara Fatina/Lettera a Pinocchio (artista Tony Renis) (1964; reeditado em cd em 1983)
- Non preoccuparti/Adesso ricomincerei (artista Lara Saint Paul) (1973)